# Ernst Hufschmid (Fussballspieler)
Ernst Hufschmid (* 4. Februar 1913 in Basel; † 30. November 2001) war ein Schweizer Fussballspieler und -trainer, der auch einige Jahre der Nationalmannschaft angehörte.

## Verein
Hufschmid spielte für den FC Basel von 1929 bis 1948. Während seiner Fussballkarriere spielte er 322 Wettbewerbsspiele und schoss dabei 62 Tore. In der Saison 1932/33 gewann er mit dem FCB den Schweizer Cup, als Basel den Grasshopper Club Zürich im Final 4:3 besiegte. Trainer damals war Karl Kurz.
Basel-Trainer in der Saison 1946/47 war Anton Schall, der an einer seltenen Herzkrankheit litt. Schall führte die Basler zum Cupsieg, verstarb jedoch kurz darauf im Alter von 40 Jahren während eines Trainings auf dem Fussballfeld. Hufschmid übernahm danach als Trainer und blieb fünf Jahre bis 1952 im Amt.

## Nationalmannschaft
Sein Debüt für die Schweizer Fussballnationalmannschaft gab Hufschmid am 19. Juni 1932 im Švehla-Cup (Europa-Cup) im Stadion Wankdorf, wo die Schweiz 3:1 gegen die ungarische Fussballnationalmannschaft gewann. Sein einziges Tor für die Nationalmannschaft schoss er am 29. Oktober 1933 ebenfalls in Bern gegen Rumänien beim 2:2-Unentschieden. Hufschmid gehörte während der Fussball-Weltmeisterschaft 1934 in Italien zum Kader der Nationalmannschaft. Die Schweiz eröffnete am 27. Mai 1934 die Fussballweltmeisterschaft im Stadio Calcistico di San Siro in Mailand mit einem 3:2-Sieg gegen die Niederlande; dabei war Leopold Kielholz zweifacher Torschütze. Im Viertelfinal traf die Schweiz am 31. Mai in Turin auf die Tschechoslowakei. Das Spiel wurde auf hohem Niveau ausgetragen und war geprägt von überragenden Torhüterleistungen durch Frank Séchehaye und František Plánička. Oldřich Nejedlý entschied mit einem Treffer in der 82. Minute zum 3:2 die Partie für den späteren Finalisten.
Sein letztes Spiel für die «Nati» spielte Hufschmid am 4. November 1934 beim 4:2-Sieg im Freundschaftsspiel gegen die Niederlande erneut im Wankdorf.

## Titel und Erfolge
FC Basel
- Schweizer Cupsieger: 1932/33